# Delve
Delve là một đô thị belonging to the Amt Kirchspielslandgemeinde ("đô thị chung") Eider in the district Dithmarschen trong bang Schleswig-Holstein, phía bắc nước Đức. Đô thị Delve có diện tích 15,85 km², dân số thời điểm 31 tháng 12 năm 2006 là 730 người.

Delve
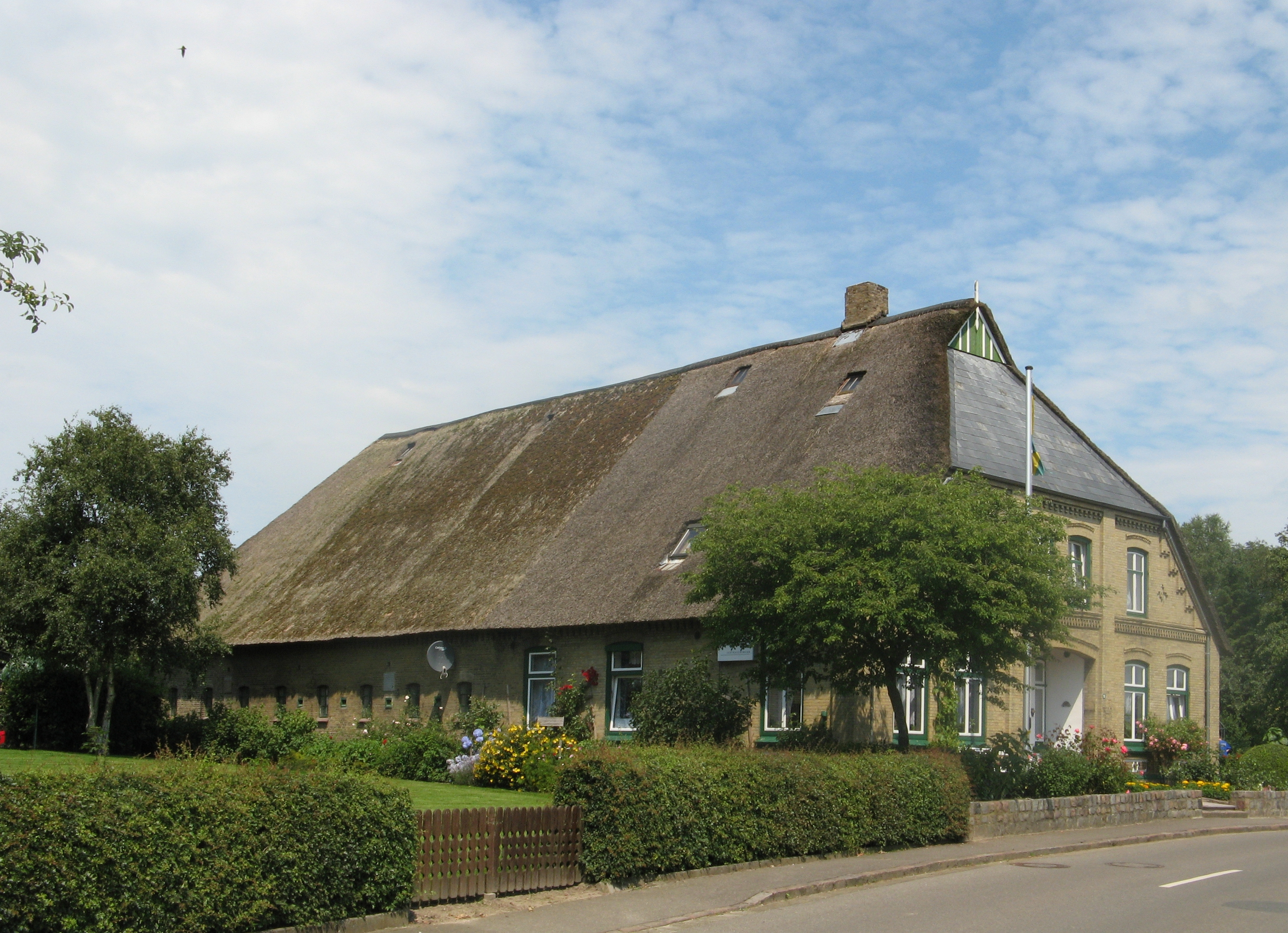
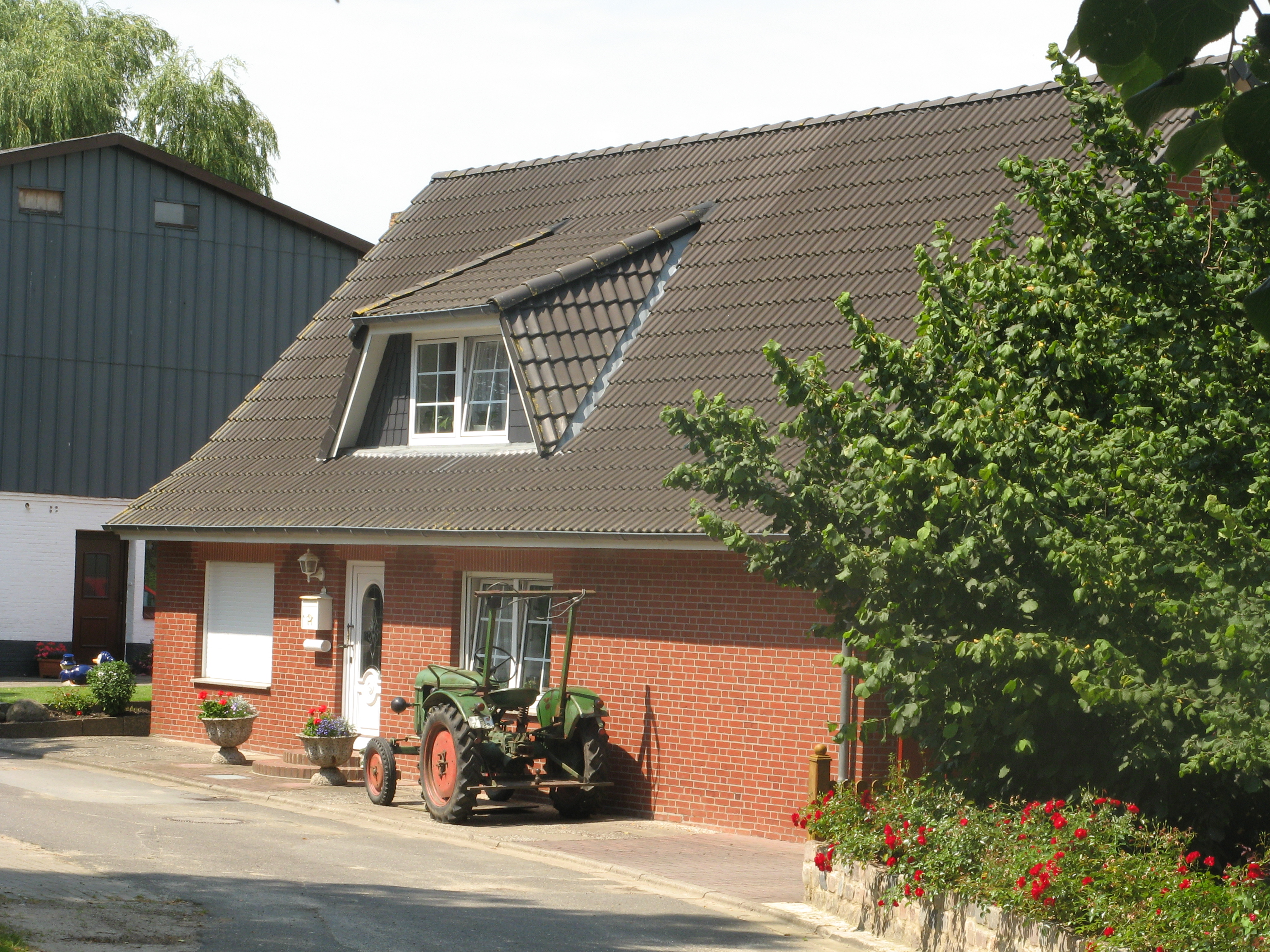
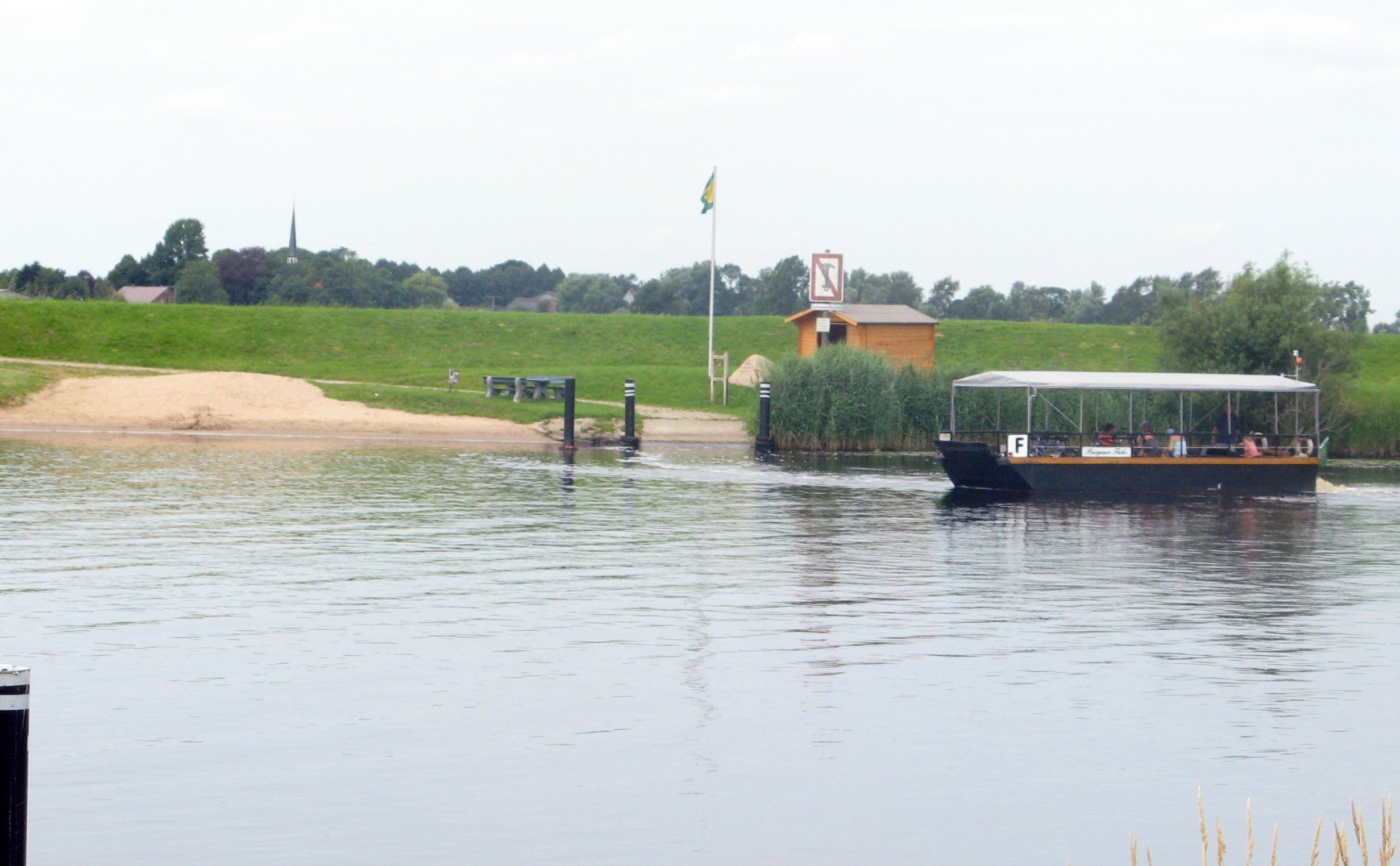
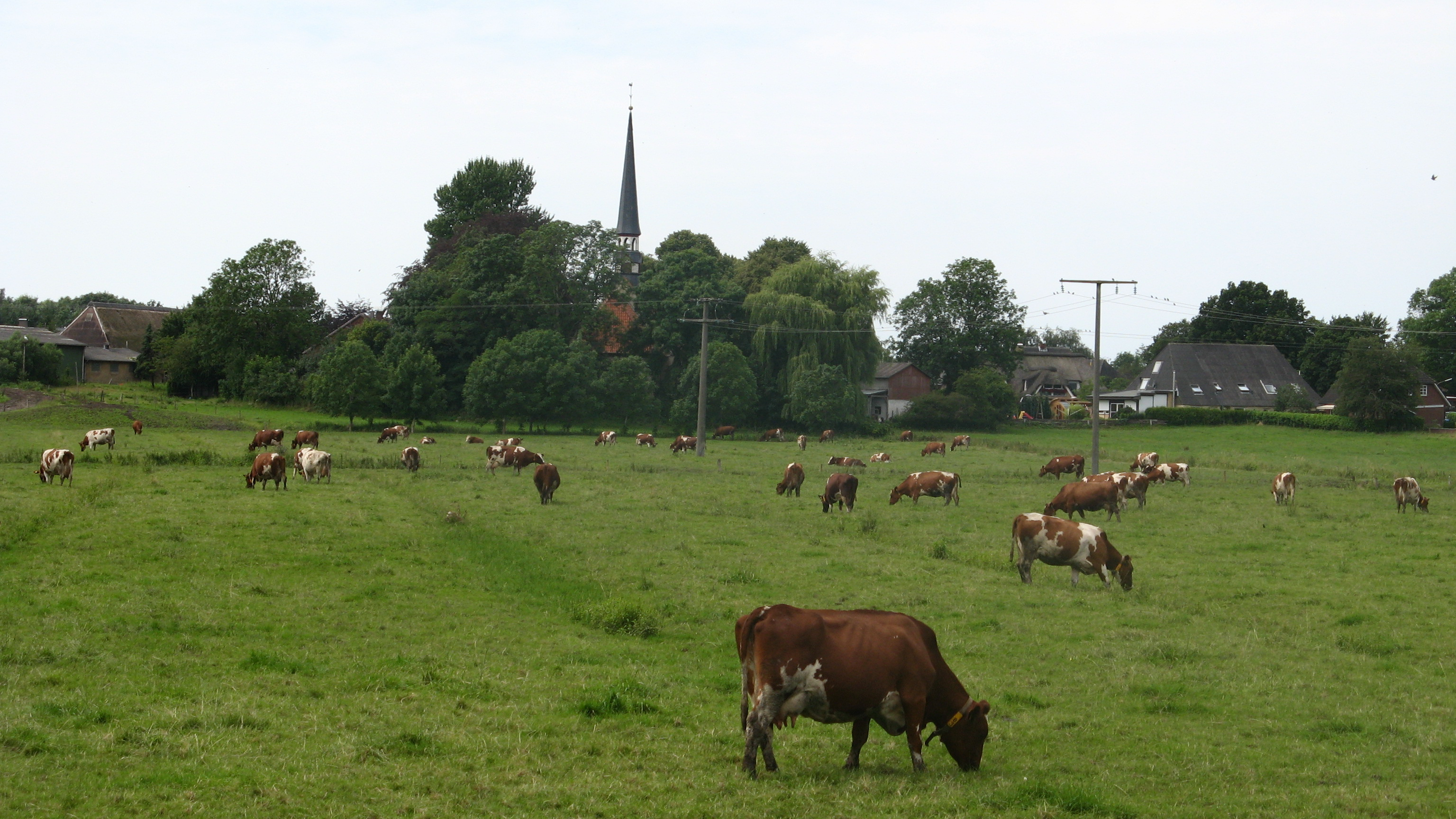